# Исламский университет Азад (Мешхед)
Исламский университет Азад (Мешхед; IAUM), также известный как Исламский университет Азада Мешхед -  частный университет в Мешхеде, Иран. Этот университет является филиалом Исламского университета Азад. Он был основан в 1982 году и предлагает степени бакалавра, магистра, доктора и доктора медицины. Он славится качеством и строгостью своего высшего образования, а также успехами своих студентов на многих национальных соревнованиях и экзаменах.

## О IAUM (ИУАМ)
Исламский Азад Университет, Мешхед филиал является одним из основных и самых ранних ветвей Исламского университета Азада. IAU — это система частных университетов с более чем 350 филиалами по Ирану и пятью филиалами за рубежом. IAUM был основан в декабре 1982 года в ответ на высокий спрос на высшее образование после Исламской революции. Учреждение не получает финансовой помощи от государства. Он полностью самофинансируется за счет платы за обучение и управляется попечительским советом. Каждый из филиалов Исламского университета Азад представляет собой комплексный университет со множеством факультетов и предлагает различные степени до уровня доктора философии. Это отделение стало одним из всеобъемлющих подразделений в июле 2000 года, а на второй генеральной ассамблее Международной ассоциации университетов и Федерации университетов исламского мира в апреле 2001 года Куалалампур, Малайзия, стал одним из её активных членов.
В IAUM работает более 547 преподавателей и около 25 936 студентов. 124 предмета преподаются по шести основным программам (медицина, естественные науки, гуманитарные науки, инженерия, сельское хозяйство, искусство и архитектура) на четырёх различных уровнях (бакалавриат, магистратура, магистратура и докторская степень). ИАУМ окончили более 60 000 студентов. Он управляется более чем 1756 административными сотрудниками, большинство из которых имеют ученые степени и ученые степени.

## Факультеты
- Медицинский факультет
- Факультет фундаментальных наук
- Колледж фундаментальных наук
- Колледж права, политических наук и иностранных языков
- Колледж гуманитарных наук и менеджмента
- Школа медицины
- Школа архитектуры и искусства (архитектура, градостроительство, промышленный дизайн)
- Школа спортивных наук

## Медицинский факультет
- Образовательная площадь: 6000 кв. М 138
- 8 аудиторий с аудиовизуальным оборудованием
- Амфитеатр
- Учебные лаборатории
- Компьютерный и IT-центр
- Зал Pratic, Moullage и Anatomy

### Действующие лаборатории факультетов
Управление по медицинским вопросам всегда старалось предоставить соответствующие помещения и оборудование, особенно для лабораторий факультета.
На факультете 7 действующих и хорошо оборудованных лабораторий: гистологии, патологии, паразитологии и микологии, микробиологии, физиологии и биохимии.

## Учреждения факультета фундаментальных наук

### Образовательное пространство факультета
С самого начала учебное и служебное пространство факультета было расположено в Мешхеде, на улице Рахнамай, а два других здания использовались на улицах Рахнамай и Санабад. Теперь факультет естественных наук с площадью 6420 квадратных метров в 4 зданиях принимает студентов.
Большую часть пространства занимают классы, аудио-классы или образовательные мастерские. Сейчас на факультете 32 учебных класса.

### Библиотека факультета
Библиотека факультета фундаментальных наук площадью 444 квадратных метра расположена в южном углу факультета и включает в себя книжный склад, наградную часть, справочную часть, выпускную часть, техническую часть, мужской и женский учебные залы.
Система организации ссылок основана на классификации LC, управление которой осуществляется на базе технических служб университетских библиотек. Теперь все преподаватели, студенты и сотрудники факультетов естественных наук являются постоянными членами библиотеки. Согласно тематике библиотек IAUM, каждый студент может пользоваться каждой библиотекой университета, что очень удобно для студентов в плане доступа к обновленным ссылкам и исследованиям. Таким образом, постоянные и альтернативные члены библиотеки составляют более 21000 человек.

### Лабораторное оборудование
- Оборудование для газовой хроматографии с двумя детекторами FID, ECD
- Спектрофотометр UV-VIS
- Флуоресцентный спектрофотометр
- Полярограф
- Бак для раскрытия электрофореза
- Лазерная измерительная машина
- Вакуумный маятник
- Спектрофотометр видимого диапазона, ультрафиолетовый спектрофотометр
- Спектрофлуореметр
- Спектрополяриметр
- Газовая хроматография, Hplc
- Атомно-абсорбционная, Графическая печь
- Высокоэффективная жидкостная хроматография, ВЭЖХ

### Исследовательский центр Харазми
Этот центр, с целью гармонизации исследовательской деятельности в направлениях междисциплинарного центра, был рекомендован в 2007 году, и его реализация продолжается. В комплекс исследовательских лабораторий центра входят: лаборатории нанотехнологий, химия, биохимия, физика, геология, физика, математическая и статистическая лаборатории. К настоящему времени предоставлено замечательное лабораторное и исследовательское оборудование в области нанотехнологий, химии и биохимия, физическая лаборатория, геологическая, физическая, математическая и статистическая лаборатории. До сих пор было предоставлено замечательное лабораторное и исследовательское оборудование в области нанотехнологий, химии и …

## Объекты инженерного факультета

### Библиотека
- Обособленные библиотеки расположены в каждом корпусе факультета: 3 учебных зала в основном корпусе и 2 в корпусе № 2.
- Имеет 23500 томов персидской книги, 8500 томов латинской книги, 50 наименований персидского журнала, 30 наименований латинского журнала и 710 персидских тезисов.
- Открытый и закрытый книжный шкаф и классификация на основе классификации конгресса.
- Оснащен системами безопасности, включая ворота штрих-кода.
- Камеры распознавания и видеонаблюдения.

#### Членство в журналах и электронной базе данных
Чтобы студенты могли получить доступ к новейшим и наиболее актуальным эссе и информации о мире, факультету удалось получить членство в некоторых журналах и электронных базах данных, чтобы студенты могли подключаться к этим сайтам через Интернет и искать и получайте эссе бесплатно.

### Современное вспомогательное учебное оборудование
В настоящее время около 30 процентов существующих классных комнат на факультете оснащены новейшими технологиями вспомогательного учебного оборудования, которые включают одну компьютерную систему с оборудованием для предварительного обучения студентов и соответствующими характеристиками и средствами, одну систему проектора данных, одну систему визуализации, одну систему двойного видео и один комплект аудиовизуального пульта (включает трансформатор переключателя KVM, переключатель разветвителя и т. д.).
Уделяя внимание постоянно растущему развитию наук и необходимости использовать доступную в Интернете информацию для большинства курсов, факультет преследует цель постепенного оснащения большего количества аудиторий аудиовизуальным оборудованием.

### Амфитеатр и Аудитория
Факультет имеет два полностью оборудованных аудиовизуальным оборудованием помещения площадью около 400 квадратных метров, а также вместимостью 350 человек для проведения различных церемоний и конференций. Эти залы по-разному используются для защиты диссертаций и студенческих проектов, для проведения различных занятий и обучающих семинаров, а также для проведения собраний и конференций.

### Механизированная система
Студенты технических и инженерных факультетов ведут все свои дела, связанные с образовательными, финансовыми и другими вопросами, связанными со студентами,
такими как выбор, пропуск и добавление курса, выставление счетов, получение оценок и табель успеваемости через Интернет. Финансовые дела и резервирование
еды осуществляется через Интернет и механизировано. В связи с этим, во время выбора курса, а также во время пропуска и добавления место используется студентами свободно.

### оборудование компьютерного зала
На инженерно-техническом факультете для студентов были предусмотрены различные объекты социального обеспечения, среди которых можно отметить оборудованный компьютерный зал для использования каждым студентом. Зал расположен на площади 170 квадратных метров на первом этаже инженерного факультета. Пространство
зала спроектировано таким образом, чтобы можно было максимально использовать место и оборудование и задействовать не менее 60 систем.
Это место, в дополнение к высокоскоростному интернет-сервису, связанному с университетским интернет-провайдером, используется для студентов, которые
проходят проектный курс. Из преимуществ университетского интернет-провайдера, помимо высокой скорости, есть возможность использования электронной
библиотеки.

### Кафетерий и самообслуживание
Среди других объектов социального обеспечения на инженерно-техническом факультете-кафетерий и залы самообслуживания для всех студентов. На северной стороне
факультета соответствующее пространство на трех этажах площадью более 3000 квадратных метров выделено под кафедру факультета и самообслуживание. Заведение
имеет оборудованную кухню, где в полдень каждый день (кроме праздников) подают горячие блюда студентам, профессорам и персоналу по низким ценам. В кафетерии чай, различные напитки и холодные закуски доступны для студентов утром и днем по низким ценам.

### Услуги связи
Для удобства студентов на маршрутах с интенсивным движением студентов по Мешхеду выделено несколько автобусов для доставки студентов на факультет и
наоборот. Службы в будние дни (кроме праздников) и во время поездки на этих маршрутах ездят почти каждый час. Приемлемо отношение студентов к этим услугам.

## Факультет права, политических наук и иностранных языков
- Имеется 17 аудиторий, 4 полностью оборудованных аудиовизуальных зала.
- Доктор Шейхолеслами (юридический факультет), доктор Модиршанехчи (факультет политологии) и доктор Мохаммад Джавад Камали (основатель французского факультета) — самые известные профессора этого факультета.
- Амфитеатр на 230 человек.
- Кофейная сеть с 20 компьютерами и принтерами.
- Английские лаборатории с 24 кабинами и инструкторским столом, лаборатории латинского типа с 20 компьютерами и 7 машинами для набора текста 2 кафетерия для студентов мужского и женского пола.

### Библиотека факультета
Есть 26.000 книг по праву, политическим наукам, английскому и французскому языкам. 18.000 из них на персидском языке и 8.000 на английском и французском языках. Эта библиотека также является членом 15 научных журналов. В этой библиотеке есть CD-банк, обучающие видеокассеты и два учебных зала для студентов мужского и женского пола.

## Услуги парамедицинского факультета

### Учебные классы и оборудование для аудиовидения
Этот факультет имеет 5 учебных классов с вместимостью 85 студентов, и классы оснащены вспомогательными современными технологиями. Информационный проектор,
ЖК-дисплей, визуализация, VCD и накладные расходы- это среди удобств, доступных в классных комнатах факультета.

### Библиотека медицинская
Библиотека Парамедицинского факультета была создана в 2003 году на ограниченном пространстве около 60 томов книг в месте расположения факультета. В настоящее время количество ссылок включает около 5270 персидских и латинских книг, классифицированных методом библиотеки конгресса, а также 240 журналов на
персидском и латинском языках. Сегодняшняя площадь библиотеки факультета составляет 110 квадратных метров, включает в себя магазин, мужской и женский
учебные залы. Эта библиотека оснащена компьютером и интернет-системами и подключена к университетской сети и электронной библиотеке.

### Компьютерная мастерская
На факультете есть две компьютерные мастерские, отдельно для мужчин и женщин, в мастерских есть необходимое оборудование, такое как компьютер и принтер, они
предоставляют услуги в разное время дня. Помимо во время семестра, студенты могут использовать их, конечно, во время выбора, пропуска и добавления курса.
Также для выполнения исследовательской деятельности и доступа к Интернет-сайтам и цифровой библиотеке все доступные системы имеют возможность подключения к Интернету и могут использоваться для исследовательской деятельности студентов и преподавателей.

### Динамический сайт
На сайте факультета по адресу http://pmd.mshdiau.ac.ir студенты и преподаватели постоянно обновляют последние новости и информацию об образовательных отделах факультета.
На главной странице сайта информация об образовательных отделах, преподавателях, правилах, конференциях и собраниях, учебный календарь, информация о факультете, средствах и должностных лицах парамедицинского факультета находятся в открытом доступе.

### Специализированная пиратская мастерская, медицинское обслуживание
Этот семинар был создан для студентов анестезиологического отделения и операционной, где они могут применять методы ухода за симуляторами и приобретать клинические навыки. Мастерская оснащена современными цифровыми манекенами, инструментами и оборудованием операционной, приборами и оборудованием больничных отделений и является подходящим местом для студентов, чтобы получить необходимые сопутствующие навыки перед непосредственным контактом с пациентом.
Этот семинар включает в себя три секции: операционный зал, медсестринский уход и лабораторию навыков, в которых, в зависимости от тем практических занятий
студентов, студенты знакомятся со специализированными методами в своей области и приобретают соответствующие навыки.

### Оборудование специализированной пиратской мастерской
- Слух, легкие и сердце манакин
- Интубационный манакин для детей и взрослых
- Детский и взрослый манакин CPR
- Венозная инъекция манакина у разных детей и взрослых
- ABG и контроль пульса манакин
- Манакин кровяного давления

### Фармакология и муллажная мастерская, медицина
В мастерской имеется современный вид, чтобы студенты разных специальностей познакомились с анатомией тела человека. На этом семинаре даже анатомические
детали, такие как *маршруты и нервы пальцев в рамке*, недоступны для студентов.
Этот семинар создан для преподавания курсов анатомии I и II. Таким образом, помимо использования в практическом курсе, его можно использовать в курсе теоретической анатомии, чтобы студенты могли лучше изучить структуру тела, используя моделируемую структуру тела человека.
Мастерская по фармакологии была создана для ознакомления студентов с различными областями медицины. В этом семинаре представлено более 100 наименований
лекарств, доступных на иранском базаре.

### Гигиеническая мастерская
Этот семинар был создан для учащихся школы гигиены, чтобы получить навыки выполнения гигиенических и терапевтических процедур в начальной школе, и он
оснащен всем необходимым для гигиены.
Среди курсов и терапевтический центр, представленных на этом семинаре, есть практическая интеграция, позволяющая студентам приобрести необходимые навыки в этом курсе с доступными передовыми инъекциями манакинов для детей и взрослых.
Также в этих магазинах есть инструменты и приспособления, связанные с уходом за детьми в период беременности и беременности, а также за детьми младше шести
лет.

## IAUMg, Студенческая ассоциация IAUM
Студенческая ассоциация IAUM (Исламский университет Azad в Мешхеде), которая называется «IAUMg», зависимый от Академического центра KAVA, начала свою деятельность с лета 2009 года. IAUMg была одобрена IAUM по связям с общественностью (iaumnews.ir) и депутатом по культуре университета (Номер лицензии:31395/д).